# Chrysocraspeda baderi
Chrysocraspeda baderi är en fjärilsart som beskrevs av Claude Herbulot 1987. Chrysocraspeda baderi ingår i släktet Chrysocraspeda och familjen mätare. Inga underarter finns listade i Catalogue of Life.